# Лусахбюр (Арагацотнская область)
Лусахбюр (арм. Լուսաղբյուր) — село в Арагацотнской области Армении.

## География
Село расположено в восточной части марза, на расстоянии приблизительно 10 километров (по прямой) к северу от города Аштарак, административного центра области. Абсолютная высота — 1780 метров над уровнем моря.
Климат
Климат характеризуется как умеренно холодный, влажный (Dfa в классификации климатов Кёппена).

## Население
| Год переписи | Население          | Население          | Население          | Население            | Население            | Население            |
| Год переписи | Наличное население | Наличное население | Наличное население | Постоянное население | Постоянное население | Постоянное население |
| Год переписи | Всего              | Мужчины            | Женщины            | Всего                | Мужчины              | Женщины              |
| ------------ | ------------------ | ------------------ | ------------------ | -------------------- | -------------------- | -------------------- |
| 2001         | 0                  | 0                  | 0                  | 0                    | 0                    | 0                    |
| 2011         | 0                  | 0                  | 0                  | 0                    | 0                    | 0                    |